# Stu Ungar
(Stu Ungar)
Stuart Errol Ungar, meglio noto come Stu Ungar (New York, 8 settembre 1953 – Las Vegas, 22 novembre 1998), è stato un giocatore di poker statunitense.
Soprannominato The Kid ed anche Stuey, era principalmente un giocatore di Texas hold 'em e Gin rummy, ed è considerato il più forte giocatore del mondo di sempre in entrambi giochi.
È stato l'unico giocatore ad aver vinto per tre volte il "Main Event" (cioè l'evento principale) delle World Series of Poker, ricevendo per tre volte il titolo ufficioso di "Campione del mondo" riservato tradizionalmente al vincitore. Nel 2001 è stato inserito nella Poker Hall of Fame.

## Primi anni
Stu Ungar nacque e crebbe nel Lower East Side di Manhattan (New York) da una famiglia ebraica, figlio di Isadore, detto Ido (1907–1967), e Faye Ungar (1916–1979). Suo padre era un usuraio che gestiva un bar-club nel quale si poteva anche giocare d'azzardo. Tali circostanze lo avvicinarono al gioco d'azzardo sin dalla giovane età. A dispetto dei tentativi del padre di tenere il figlio alla larga dal gioco, Stu iniziò ben presto a giocare tornei di gin rummy, facendosi "un nome" nel giro.
Nel 1968 Ido Ungar morì per un attacco di cuore. In seguito alla morte del padre, con la madre resa inabile da una malattia, Ungar frequentò la scena newyorkese del gioco d'azzardo fino all'età di diciotto anni, quando entrò in rapporti amichevoli con Victor Romano, un presunto membro della cosca mafiosa dei Genovese. Romano, la cui memoria era talmente brillante da permettergli di imparare a memoria pronuncia e definizione di ogni parola presente su un dizionario (un'abilità affinata nel tempo trascorso in prigione), condivise con Ungar l'interesse per il calcolo delle probabilità nel gioco d'azzardo. I due strinsero rapporti così intimi che Romano divenne per il giovane una figura paterna.
Ungar era famigerato per le pesanti e continue critiche che rivolgeva ai suoi avversari. In ogni caso, la sua amicizia con Romano lo proteggeva dai giocatori che non accettavano di buon grado il suo modo di comportarsi al tavolo. Tra i molti aneddoti sul personaggio c'è quello di un uomo che, dopo essere stato sonoramente sconfitto da Ungar, cercò di colpirlo in testa con una sedia. Qualche anno più tardi Ungar racconterà che, pochi giorni dopo l'episodio, quell'uomo fu trovato morto, ucciso a colpi di arma da fuoco.

## Gin Rummy e passaggio al poker
Nel 1963, all'età di 10 anni, vinse un torneo locale di gin rummy. In seguito alla morte del padre lasciò la scuola per giocare a tempo pieno, al fine di aiutare la madre e la sorella, e cominciò a vincere regolarmente vari tornei che gli fruttarono cifre superiori ai 10.000 dollari.
Successivamente dovette lasciare New York a causa dei debiti accumulati nelle scommesse sulle corse. Si trasferì a Miami e nel 1977 a Las Vegas, dove incontrò Madeline, la sua futura moglie. La ragazza aveva già un figlio, ed insieme ne avrebbero avuto un altro.
Uno dei motivi del passaggio al poker fu l'esclusione di Ungar dal giro del gin rummy a causa della sua fama di imbattibile. Dopo aver sconfitto vari giocatori professionisti tra cui Harry Stein (detto anche Yonkie), ritenuto allora il più forte giocatore di gin rummy, Ungar mise fine alla carriera di Stein e nessuno volle più giocare con lui, nonostante si offrisse di partire svantaggiato per rendere più equo lo scontro. Era noto infatti per l'abitudine di lasciare che il suo avversario guardasse l'ultima carta sul tavolo, offrire sconti agli avversari sconfitti e di giocare ogni mano nella posizione del mazzante, tutte cose che avrebbero dovuto porlo in posizione di netto svantaggio, ma che non gli impedivano di riuscire comunque a prevalere. Un aneddoto ricorda che, durante una partita, pur essendo stato avvertito che il suo avversario truccava le carte, Ungar avrebbe risposto che lo sapeva e che avrebbe continuato lo stesso a giocare, sicuro che avrebbe vinto, come puntualmente avvenne..
All'epoca in cui Ungar si trasferì a Las Vegas, il gin rummy era più giocato in forma di torneo che non di scontro testa a testa. Ungar vinse e finì nelle prime posizioni in così tanti tornei che molti casinò gli chiesero di non giocare più, in quanto molti giocatori dicevano che non si sarebbero iscritti se Ungar fosse stato tra i partecipanti. Ungar raccontò successivamente nella sua biografia che amava vedere i suoi avversari perdere lentamente il controllo durante la partita, leggere la loro disperazione negli occhi quando si rendevano conto dell'impossibilità di vincere.
Sebbene famoso come giocatore di poker, Stu Ungar si considerava migliore nel gin rummy a tal punto da affermare che nessuno lo avrebbe mai superato in questo gioco.

## World Series of Poker
Ungar si iscrisse alle World Series of Poker 1980. Vinse il Main Event sconfiggendo la leggenda del poker Doyle Brunson e diventando il più giovane campione del mondo nella storia (record poi battuto nel 1989 da Phil Hellmuth). Ungar dimostrava un'età più giovane dei suoi ventisette anni e per questo motivo fu soprannominato The Kid (in inglese: il ragazzino). L'anno successivo difese con successo il titolo, sconfiggendo Perry Green nel testa a testa finale.
Durante le World Series of Poker 1992 Ungar si scontrò con Mansour Matloubi (vincitore del torneo nel 1990) in un testa a testa di Texas hold 'em dal buy-in di 50.000 dollari. Dopo alcune mani uscirono le carte 3-3-7-K-Q. Matloubi bluffò e andò "all-in" per 32.000 chips. Stu fece rapidamente "call" senza avere alcun punto in mano, ma un 10 come carta alta, e contemporaneamente disse a Matloubi che le sue carte erano 4-5 o 5-6. Matloubi girò le proprie carte, che erano un 4 e un 5. Ungar vinse la partita.

## Blackjack
Ungar affermava di essere in grado di contare tutte le carte presenti in un sabot di blackjack composto da sei mazzi di carte. Nel 1977 scommise 100.000 dollari con Bob Stupack, proprietario di un casinò a Las Vegas, che sarebbe riuscito a contare tutte le carte di un sabot di blackjack composto da sei mazzi, indovinando le ultime tre carte. Ungar vinse la scommessa.
Le sue presunte capacità mnemoniche e la sua abilità nel conteggio delle carte furono controverse e su di lui, ad un certo punto, gravò il sospetto di essere un baro. Nel 1982, dopo essere stato accusato di imbroglio al tavolo del blackjack di un casinò di Atlantic City, Stu Ungar fu inizialmente condannato dalla Commissione sul Gioco d'Azzardo del New Jersey, al pagamento di 500 dollari di multa. La cifra era insignificante per Ungar, ma obbligava il giocatore ad ammettere di avere barato. Nel caso specifico, il casinò sosteneva che Ungar ponesse di nascosto delle fiche extra sulle sue giocate vincenti, per garantirsi una vincita maggiore. Ungar negò ogni addebito e portò la causa in tribunale e la vinse, evitando la multa. Dovette, comunque, pagare circa 50.000 dollari in spese legali e di viaggio. La sua reputazione rimase intatta. Nella sua biografia Ungar affermerà però che la stanchezza per i viaggi ed i dibattimenti fu tale da non permettergli di difendere, quell'anno, il titolo nelle WSOP.
Il suo talento e la sua reputazione erano, in ogni caso, oramai tali da farlo escludere dal gioco nei casinò. Gli divenne impossibile giocare a blackjack sia a Las Vegas che in qualunque altro luogo degli Stati Uniti.

## Il divorzio e la droga
Ungar e la moglie Madeline ebbero una figlia, Stefanie. Ungar inoltre adottò legalmente Richie, il figlio di Madeline frutto del precedente matrimonio. Il suicidio di Richie, subito dopo il ballo scolastico di fine anno, distrusse i due genitori che divorziarono nel 1986.
Per sua stessa ammissione, contenuta nel documentario One of a Kind: The Rise and Fall of Stu Ungar di Al Szymanski (2006) fu nel 1979, in seguito alla morte della madre, che iniziò a fare uso di cocaina, situazione che si aggravò dopo la morte del figlioccio. Altre fonti nello stesso documentario, tra cui la moglie Madeline, sostengono che l'abbia fatto su consiglio di alcuni giocatori che sostenevano che la droga fosse utile per tenersi lucidi e svegli durante le lunghissime sessioni di poker di un torneo.
La tossicodipendenza si fece con gli anni sempre più grave, al punto che, durante il terzo giorno del Main Event delle World Series of Poker 1990 (la cui partecipazione era stata finanziato dall'amico e giocatore professionista di poker Billy Baxter) fu trovato privo di sensi sul pavimento della sua stanza di albergo a causa di un'overdose. I gettoni accumulati nei due giorni precedenti gli permisero comunque di classificarsi al 9º posto, incassando 20.500 dollari.
Molte volte nella vita di Ungar si verificò la serie di eventi che lo vedeva in un primo tempo vincere forti somme al tavolo da poker, e successivamente perdere tutto in droghe e scommesse su sport e corse di cavalli. Ungar sperperò tutte le proprie vincite in cocaina e scommesse, passando più volte dallo status di milionario alla bancarotta.
La tossicodipendenza lo debilitò talmente dal punto di vista fisico che molti suoi amici e colleghi affermarono - in un reportage della ESPN su di lui - che non sarebbe vissuto abbastanza da vedere il suo quarantesimo compleanno. Si sbagliarono, ma non di molto. Nello stesso reportage un suo amico disse che l'unica cosa che teneva Ungar in vita fosse la determinazione di voler vedere crescere la figlia Stefanie.
Molti amici lo incoraggiarono ad entrare in un programma di riabilitazione, ma lui rifiutò, sostenendo che svariate persone di sua conoscenza gli avevano detto che ottenere le droghe era più facile in riabilitazione che non per strada.

## Il ritorno diThe kid
Nel 1997 Ungar era nuovamente indebitato, ma ancora una volta fu aiutato dal suo amico Billy Baxter, che gli prestò i 10.000 dollari necessari per pagare il buy-in al Main Event delle World Series of Poker 1997. Su di lui erano palesi i danni fisici dovuti agli anni di dipendenza, ma le sue abilità erano rimaste invariate. Durante il torneo Stu tenne una foto della figlia Stefanie nel portafoglio, e la chiamò regolarmente per aggiornarla sui suoi risultati.
Giocò l'ultima mano del torneo contro John Strzemp, un imprenditore di Las Vegas. Dopo il flop Strzemp puntò molto forte, Ungar decise di controrilanciare andando all-in e Strzemp chiamò la puntata. Ungar aveva A♥ 4♣, Strzemp A♠ 8♣. Le carte girate dal mazziere erano favorevoli a Strzemp: 3♥ A♣ 5♦. Il turn fu 3♦ ed il river 2♠, che consentirono a Stu Ungar di chiudere la scala.
Ungar vinse il torneo e si laureò primo giocatore della storia capace di vincere tre diverse edizioni delle WSOP (John Moss, anche lui tre volte campione, vinse le sue prime WSOP per votazione). Dopo la vittoria mostrò la foto della figlia alle telecamere, dedicandole la vittoria. Lui e Baxter divisero in parti uguali la vincita di 1 milione di dollari. Dopo questo successo, Ungar fu soprannominato "The Comeback Kid" ("Il ragazzino ritornato") per il lungo periodo (sedici anni) intercorso tra la vittoria del 1981 e quella del 1997.
Durante il torneo Ungar indossava un paio di occhialini rotondi con le lenti di colore blu cobalto che, secondo il suo co-biografo Peter Alson, avrebbero dovuto nascondere il collasso delle narici a causa dell'abuso di cocaina. Ungar avrebbe effettuato in precedenza anche una rinoplastica per ridurre l'entità dei danni, ma l'utilizzo continuo di cocaina avrebbe causato il definitivo collasso delle narici.

## Gli ultimi anni
Ungar spese tutto il suo premio in denaro alle WSOP 1997 in pochi mesi, principalmente a causa di droghe e scommesse. Tentò più di una volta di disintossicarsi, spinto dalle implorazioni della figlia Stefanie, ma ogni volta riusciva a smettere solo per poche settimane.
Prima delle World Series of Poker 1998, Baxter si offrì nuovamente di finanziare la tassa di iscrizione, ma dieci minuti prima dell'inizio del torneo Ungar gli rispose di essere troppo stanco e di non sentirsi in grado di giocare. Ungar avrebbe rivelato che, a causa dell'abuso di droga nelle settimane precedenti il torneo, sentiva che l'imbarazzo di non presentarsi era inferiore a quello di mostrarsi in cattive condizioni.
Nelle settimane successive, Ungar scomparve. Viveva in vari hotel di Las Vegas, e di rado lasciava la propria stanza. Fu anche visto mendicare intorno ad alcune sale da poker. Diceva che i soldi gli sarebbero serviti a tornare al tavolo da gioco, ma in realtà li avrebbe usati per comprare del crack, che avrebbe cominciato ad usare al posto della cocaina, in quanto le sue narici erano talmente danneggiate da non permettergli più di sniffare. Molti suoi amici si rifiutarono di prestargli soldi finché non si fosse liberato dalla schiavitù della droga. In quel periodo Ungar fu anche arrestato per possesso di stupefacenti.

## La morte
Ungar fu trovato morto nella sua stanza all'Oasis Motel di Las Vegas. Aveva con sé 800 dollari, tutto ciò che rimaneva di un prestito concessogli una settimana prima da Billy Baxter per tornare ai tavoli da poker. Ungar perse molti di quei soldi in una partita con posta in gioco molto alta al casinò Bellagio, ma si alzò dal tavolo con più degli 800 dollari ritrovati nella stanza. Non si sa con precisione cosa fece con i soldi rimanenti.
L'autopsia rinvenne tracce di stupefacenti nel sangue, ma non tali da poter essere considerate la causa diretta del decesso. Il medico legale concluse che la causa della morte fosse da attribuire ai danni causati al cuore dagli anni di abuso.
Nonostante le vincite milionarie, Ungar morì senza lasciare beni a suo nome. Il suo amico Bob Stupak organizzò una colletta per pagare le spese del funerale.

## L'eredità come giocatore
Ungar è considerato da molti giocatori il più grande talento di sempre. Nella sua carriera vinse almeno 30 milioni di dollari, e con John Moss è l'unico pokerista ad aver vinto tre volte il Main Event delle World Series of Poker.
La sua vittoria al Main Event delle World Series of Poker 1997 è considerata particolarmente notevole, poiché ottenuta dopo sedici anni di abuso di droghe. Alle WSOP Ungar vinse complessivamente cinque braccialetti e incassò più di due milioni di dollari.
Vinse tre edizioni dell'"Amarillo Slims Super Bowl of Poker" (all'epoca considerato il secondo torneo al mondo per importanza) nel 1983, 1988 e 1989. Vinse anche dieci tornei di Texas hold 'em dal buy-in pari o superiore a 5.000 dollari.
Maltrattava spesso i croupier, soprattutto quando stava perdendo. Ma elargiva loro comunque generose mance, indipendentemente se stesse vincendo o meno. Molti suoi colleghi concordano nell'affermare che Ungar avrebbe potuto vincere molto di più se avesse utilizzato "l'arte dello spingere", ovvero avesse rallentato il gioco contro gli avversari nettamente inferiori, dandogli l'illusione di poterlo battere, in modo da fargli scommettere più soldi. Invece, lui giocava senza pietà, cercando di sconfiggere i propri avversari nel peggior modo possibile.
Stu Ungar fu inserito nel Poker Hall of Fame nel 2001. Sulla sua vita è stato realizzato nel 2003 un film intitolato High Roller: The Stu Ungar Story, diretto da A.W. Vidmer. Nella pellicola, Stu Ungar è interpretato da Michael Imperioli, successivamente interprete del telefilm "I Soprano".
In suo onore la figlia Stefanie ha pronunciato le parole «Shuffle up and deal» («Mescolate e distribuite», cioè la frase che dà inizio ad un torneo di poker) al Main Event delle World Series of Poker 2005.

## Aneddotica
I suoi amici ricordano come Ungar, quando aveva soldi, fosse una persona generosa. La sua volontà di aiutare gli amici era risaputa e vari episodi, da loro raccontati, la testimonierebbero.
Una volta, durante una grande serie di vittorie, spedì al suo vecchio amico e compagno di scommesse Michael "Baseball Mike" Salem una somma sufficiente a pagare diversi mesi del mutuo sulla casa. Salem non chiese mai quei soldi ad Ungar: gli aveva solo accennato di avere recentemente perso una grossa cifra.
Il suo avvocato raccontò che un giorno Ungar gli chiese come se la passasse, e questi gli rispose di avere delle piccole difficoltà finanziarie. Ungar prese 10.000 dollari dalla tasca e glieli diede, dicendogli: «Prendili e ridammeli quando puoi. E se non puoi ridarmeli va bene lo stesso».
Anche l'amicizia tra Ungar e Mike Sexton ebbe origine da un atto di generosità del campione newyorkese. Ungar stava giocando e si fece sostituire da Sexton in una mano per andare in bagno (la cosa sarebbe in effetti stata irregolare, ma per i più grandi professionisti si faceva un'eccezione). Sexton incastrò una scala, ma comunque giocò in maniera non aggressiva. Ungar tornò dal bagno a metà della mano e fu sorpreso dal vedere che i suoi soldi erano nel mezzo di un piatto molto consistente. Sorprendentemente incoraggiò Sexton ad essere più aggressivo, e l'amico concluse la mano vincendo il piatto. Ungar prestò 1.500 dollari a Sexton per giocare ad un altro tavolo e il suo amico vinse 4.000 dollari, che divise con Ungar.
Anche la leggenda del poker Doyle Brunson ha un episodio da raccontare riguardo alla generosità di Ungar, persino nei confronti degli sconosciuti. I due campioni stavano passeggiando per Las Vegas, quando un uomo li fermò, chiedendo a Stu dei soldi. Ungar gli diede una banconota da 100 dollari. Brunson gli chiese chi fosse quell'uomo, e Ungar rispose: "Se lo avessi saputo gliene avrei dati duecento".
Offriva costantemente pranzi e cene ai suoi amici, anche se le sue abitudini in fatto di alimentazione erano piuttosto singolari. Ungar vedeva il nutrirsi come qualcosa che andava fatto in fretta, perché di fatto il tempo per mangiare era sottratto al gioco, e i suoi amici dicevano che mangiava come un animale selvaggio. Era solito telefonare in anticipo ai ristoranti affinché tutti i piatti (per lui ed i suoi ospiti) fossero già in tavola al suo arrivo. Sexton rimarcò che, considerato che Ungar pagava sempre per tutti, indipendentemente dal costo del pasto, non era possibile discutere il suo metodo. Stu entrava di corsa nel ristorante, divorava il cibo il più velocemente possibile, lasciava i soldi per pagare più una generosa mancia sul tavolo ed era pronto ad andare via, anche se i suoi ospiti erano ancora agli aperitivi o agli antipasti.
Ma la sua generosità per gli amici non si limitava a pranzi e cene: Ungar in una occasione vinse circa 1,5 milioni di dollari scommettendo ai cavalli ed organizzò una festa per i suoi amici in uno strip club. La serata vide Ungar ed i suoi amici divertirsi in una sala VIP con numerose ragazze e parecchie bottiglie di champagne Crystal. Sexton valutò che il costo della serata potesse aggirarsi intorno agli 8.800 dollari, che Ungar pagò, senza chiedere mai a nessuno dei partecipanti di contribuire in alcun modo.